# 29e Match des étoiles de la Ligue nationale de hockey
Match précédent Match suivant
Le 29e Match des étoiles de la Ligue nationale de hockey fut tenu le 20 janvier 1976 dans le domicile des Flyers de Philadelphie, The Spectrum. L'équipe représentant la Conférence Prince de Galles l'emporta par la marque de 7 à 5 aux dépens de la Conférence Campbell. Les joueurs de la conférence Prince de Galles accueillirent le gardien Wayne Stephenson en deuxième période en obtenant des buts sur les trois premiers tirs dirigé contre lui. L'étoile de la rencontre fut Peter Mahovlich des Canadiens de Montréal qui marqua un but en plus d'obtenir trois mentions d'assistances. Lors de la troisième période, Dennis Ververgaert des Canucks de Vancouver établi le record pour les deux buts consécutif marqué le plus rapidement par un même joueur en marquant à 4:33 et 4:43.

## Effectif

### Conférence Prince de Galles
- Entraîneur-chef : Floyd Smith ; Sabres de Buffalo.

Gardiens de buts
- 01 Wayne Thomas ; Maple Leafs de Toronto.
- 29 Ken Dryden ; Canadiens de Montréal.

Défenseurs :
- 02 Larry Robinson ; Canadiens de Montréal.
- 03 Dave Burrows ; Penguins de Pittsburgh.
- 04 Jerry Korab ; Sabres de Buffalo.
- 05 Guy Lapointe ; Canadiens de Montréal.
- 21 Börje Salming ; Maple Leafs de Toronto.
- 22 Brad Park ; Bruins de Boston.

Attaquants :
- 06 Bill Clement, C ; Capitals de Washington.
- 07 Richard Martin, AG ; Sabres de Buffalo.
- 08 Dan Maloney, AG ; Red Wings de Détroit.
- 09 Pierre Larouche, C ; Penguins de Pittsburgh.
- 10 Guy Lafleur, AD ; Canadiens de Montréal.
- 11 Craig Ramsay, AG ; Sabres de Buffalo.
- 12 Al MacAdam, AD ; Seals de la Californie.
- 16 Marcel Dionne, C ; Kings de Los Angeles.
- 17 Steve Shutt, AG ; Canadiens de Montréal.
- 19 Jean Pronovost, AD ; Penguins de Pittsburgh.
- 20 Peter Mahovlich, C ; Canadiens de Montréal.

### Conférence Campbell
- Entraîneur-chef : Fred Shero ; Flyers de Philadelphie.

Gardiens de buts :
- 01 Glenn Resch ; Islanders de New York.
- 35 Wayne Stephenson ; Flyers de Philadelphie.

Défenseurs :
- 02 Carol Vadnais ; Rangers de New York.
- 04 Phil Russell ; Blackhawks de Chicago.
- 05 Denis Potvin ; Islanders de New York.
- 06 André Dupont ; Flyers de Philadelphie.
- 20 Jimmy Watson ; Flyers de Philadelphie.

Attaquants
- 07 Garry Unger, C ; Blues de Saint-Louis.
- 08 Steve Vickers, AG ; Rangers de New York.
- 10 Dennis Ververgaert, AD ; Canucks de Vancouver.
- 11 Bill Barber, AG ; Flyers de Philadelphie.
- 12 Bill Goldsworthy, AD ; North Stars du Minnesota.
- 14 John Marks, AG ; Blackhawks de Chicago.
- 15 Billy Harris, AD ; Islanders de New York.
- 17 Curt Bennett, C ; Flames d'Atlanta.
- 18 Tom Lysiak, C ; Flames d'Atlanta.
- 19 Bryan Trottier, C ; Islanders de New York.
- 21 Rick MacLeish, C ; Flyers de Philadelphie.
- 27 Reggie Leach, AD ; Flyers de Philadelphie.

## Feuille de match
| No                                      | Score            | Équipe           | Buteur (Passeur(s))             | Temps            |                  |
| Première période                        | Première période | Première période | Première période                | Première période | Première période |
| --------------------------------------- | ---------------- | ---------------- | ------------------------------- | ---------------- | ---------------- |
| 1                                       | 1-0              | Prince de Galles | Martin (Mahovlich - Lafleur)    | 6:01             |                  |
| 2                                       | 1-1              | Campbell         | Bennett (Dupont)                | 16:59            |                  |
| 3                                       | 2-1              | Prince de Galles | Mahovlich (Lapointe - Lafleur)  | 18:31            |                  |
| 4                                       | 3-1              | Prince de Galles | Park (Mahovlich - Martin)       | 19:00            |                  |
| Pénalité : Aucune                       |                  |                  |                                 |                  |                  |
| Deuxième période                        |                  |                  |                                 |                  |                  |
| 5                                       | 4-1              | Prince de Galles | MacAdam (Maloney)               | 9:34             |                  |
| 6                                       | 5-1              | Prince de Galles | Lafleur (Mahovlich - Martin)    | 11:54            |                  |
| 7                                       | 6-1              | Prince de Galles | Dionne                          | 13:51            |                  |
| 8                                       | 7-1              | Prince de Galles | Maloney (Larouche - MacAdam)    | 16:59            |                  |
| Pénalité : Barber (Cam.) accroché 17:29 |                  |                  |                                 |                  |                  |
| Troisième période                       |                  |                  |                                 |                  |                  |
| 9                                       | 7-2              | Campbell         | Ververgaert (Trottier - Harris) | 4:33             |                  |
| 10                                      | 7-3              | Campbell         | Ververgaert (Trottier - Harris) | 4:43             |                  |
| 11                                      | 7-4              | Campbell         | Potvin                          | 14:17            |                  |
| 12                                      | 7-5              | Campbell         | Vickers (Unger - Potvin)        | 14:46            |                  |
| Pénalité : Marks (Cam.) trébuché 15:26  |                  |                  |                                 |                  |                  |

Gardiens :
- Prince de Galles : Dryden (29:34), Thomas (30:26, est entré à 9:34 de la 2e période).
- Campbell : Resch (29:18), Stephenson (29:42, est entré à 9:18 de la 2e période).

Tirs au but :
- Prince de Galles (42) 13 - 17 - 12
- Campbell (24) 09 - 06 - 09

Arbitres : Lloyd Gilmour
Juges de ligne : Neil Armstrong, John D'Amico